# Čemerno (prijevoj)
Čemerno je planinski prijevoj u istočnoj Hercegovni, na jugozapadnom rubnom dijelu kotline Čemerno, između planina Živanj i Lebršnik. Prijevoj je visok 1293 metra.
Prijevoj je sastavni dio hidrološkog razvođa crnomorskog i jadranskog slijeva, te  klimatske i fitogeografske granice između kontinentalno-planinskih utjecaja sa sjevera i mediteranskih s juga.
Planinski prijevoj Čemerno razdvaja tri zemljopisna područja, na istoku i jugu se nalazi Istočna Hercegovina, na zapadu Stara Hercegovina, a na sjeveru je Podrinje, odnosno porječje rijeke Drine. Planinski prijevoj Čemerno se nalazi između Nacionalnog parka Sutjeska i Nacionalnog parka Durmitor u Crnoj Gori. Nešto sjeverno od planinskog prevoja Čemerno se nalazi prijelaz Šćepan polje koji povezuje Foču s Nikšićem.
Na Čemernu se nalazi poznata meteorološka postaja od 1892. i fenološka postaja od 1959. godine.

## Vanjske poveznice
|  | Zajednički poslužitelj ima još gradiva o temi Čemerno (prijevoj) |